# Peter Burckhard
Peter Burckhard (1461-1526) (* Ingolstadt, 1461 † Ingolstadt, 30 de Março de 1526) foi médico 
alemão e professor de medicina na Universidade de Wittenberg (1518). Em 1504 foi nomeado médico particular de Gabriel von Eyb (1455-1535), bispo de Eichstätt.

## Obra
- Parva Hippocratis Tabula, 1519 Wittenberg